# Le Grand Auch Agglomération
Le Grand Auch Agglomération  est une ancienne communauté d'agglomération française, située dans le département du Gers. De 2001 à 2011, il s'agissait d'une communauté de communes.
L'agglomération fusionne au 1er janvier 2017 avec la communauté de communes Cœur de Gascogne pour former la nouvelle de la communauté d'agglomération Grand Auch Cœur de Gascogne.

## Composition
Elle est composée des communes suivantes :
| Nom                  | Code Insee | Gentilé              | Superficie (km2) | Population (dernière pop. légale) | Densité (hab./km2) |
| -------------------- | ---------- | -------------------- | ---------------- | --------------------------------- | ------------------ |
| Auch (siège)         | 32013      | Auscitains           | 72,48            | 21 807 (2014)                     | 301                |
| Augnax               | 32014      | Augnacais            | 4,00             | 102 (2014)                        | 26                 |
| Auterive             | 32019      | Auterivais           | 10,79            | 529 (2014)                        | 49                 |
| Castelnau-Barbarens  | 32076      | Castelnausiens       | 42,37            | 513 (2014)                        | 12                 |
| Castin               | 32091      | Castinais            | 11,22            | 326 (2014)                        | 29                 |
| Crastes              | 32112      | Crastois             | 19,25            | 252 (2014)                        | 13                 |
| Duran                | 32117      | Durannais            | 6,59             | 847 (2014)                        | 129                |
| Lahitte              | 32183      | Lahittois            | 5,03             | 266 (2014)                        | 53                 |
| Leboulin             | 32207      | Leboulinois          | 8,91             | 355 (2014)                        | 40                 |
| Montaut-les-Créneaux | 32279      | Montaltais           | 26,23            | 703 (2014)                        | 27                 |
| Montégut             | 32282      | Montéacutins         | 11,42            | 647 (2014)                        | 57                 |
| Nougaroulet          | 32298      | Nougarouletois       | 15,79            | 368 (2014)                        | 23                 |
| Pavie                | 32307      | Paviens              | 24,67            | 2 476 (2014)                      | 100                |
| Pessan               | 32312      | Pessannais           | 26,87            | 680 (2014)                        | 25                 |
| Preignan             | 32331      | Preignanais          | 10,67            | 1 269 (2014)                      | 119                |
| Puycasquier          | 32335      | Puycasquiérois       | 20,14            | 478 (2014)                        | 24                 |
| Castéra-Verduzan     | 32083      | Castérois            | 19,82            | 973 (2014)                        | 49                 |
| Bonas                | 32059      | Bonassiens           | 10,10            | 124 (2014)                        | 12                 |
| Jegun                | 32162      | Jegunois             | 39,25            | 1 146 (2014)                      | 29                 |
| Lavardens            | 32204      | Lavardenais          | 30,55            | 396 (2014)                        | 13                 |
| Ordan-Larroque       | 32301      | Ordanais             | 42,64            | 926 (2014)                        | 22                 |
| Saint-Jean-Poutge    | 32382      | Saint-Jean-Poutgeois | 10,80            | 318 (2014)                        | 29                 |

## Compétences
Aménagement du territoire
- Désenclavement du territoire : financement de la 2x2 voies de la RN 124 entre Auch et Toulouse, ligne TGV Sud-Ouest, déviation nord-sud (RN 21) d'Auch, numérique (zone blanche ADSL)
- Développement du pôle universitaire d'Auch
- Contribution au SCOT
- Politique de la ville

Développement économique
- Développement des Zones d'Activités
- Contribution au développement du pôle industriel aéronautique et participation au Syndicat Mixte de gestion de l'aéroport Auch - Gers
- Implication dans l'accueil d'entreprises innovantes

Culture et tourisme
- Mise en place du label Pays d'art et d'histoire
- Inscription d'Auch dans la politique touristique Grands Sites de Midi-Pyrénées
- Office de tourisme (aussi chargé de la gestion du camping)

Mais aussi, le pôle CIRC (arts du cirque) et CIRCa, le Musée des Jacobins, la bibliothèque et l'école de musique.
Environnement
- Entretien des rivières
- Déchets ménagers

Urbanisme et logement
- Élaboration du PLH

Petite enfance
- Crèche familiale, crèches collectives à Auch et Pavie
- Relais des assistances maternelles
- Halte-garderie, jardin d'enfant
- Ludothèque

Enfance
- Animation des temps périscolaires
- Gestion des temps extra-scolaires via les centres de loisirs sans hébergement
- Activités d'éveils, sportives, découverte et initiation à la culture et au patrimoine

Jeunesse
- Activités pour les adolescents : club 11/14, chantiers jeunes
- Soutien à l'association IMAJ gestionnaire de la cyber base et du Bureau Information Jeunesse (BIJ)

Social
- Centre intercommunal d'action sociale du Grand Auch

Équipements culturels et sportifs
- Équipements culturels : bibliothèque, Musée des Jacobins, école de musique, pôle CIRC avec le Dôme de Gascogne
- Équipements sportifs : Piscine, hall du Mouzon, gymnase Pardailhan, terrains multisport de Pavie et Auch

Autres compétences
- Création d'un crématorium

## Historique
La Communauté d'agglomération a construit un Réseau d'Initiative Public Wi-Fi (Aménagement numérique) qui permet depuis 2007 aux habitants de bénéficier d'offres internet haut débit via le FAI als@tis.

## Sources
- Le SPLAF (Site sur la Population et les Limites Administratives de la France)
- La base ASPIC